# Yoshiya Takaoka

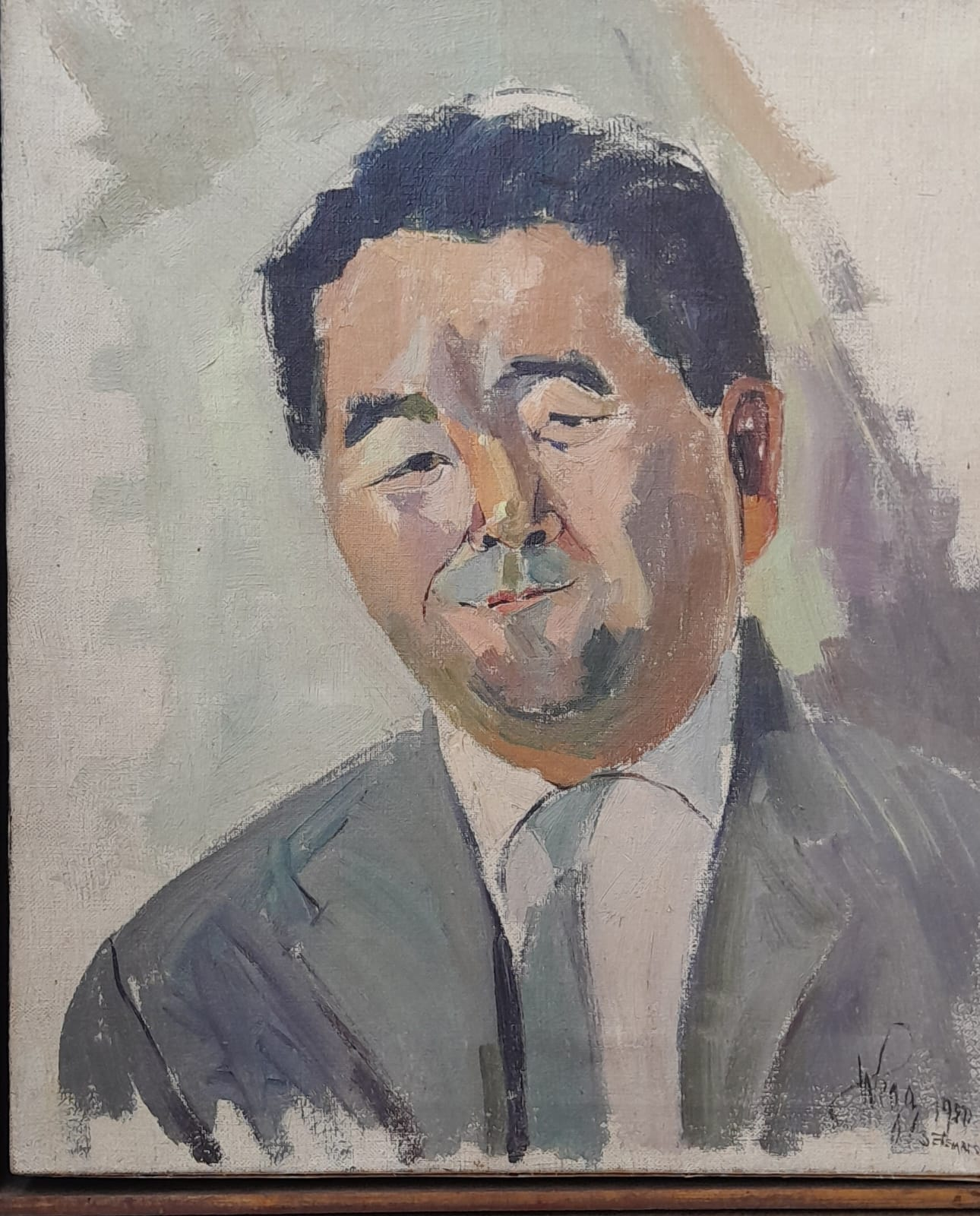
Retrato de Takaoka, pintado por Wega Nery, em 1950

Yoshiya Takaoka (Tóquio, 11 de junho de 1909 — São Paulo, 11 de agosto de 1978) foi um pintor, desenhista e professor nipo-brasileiro.

## Biografia
Em Tóquio estudou com Shin Kurihara. Chegou ao Brasil em 1925, morou em Cafelândia (São Paulo), onde trabalhou na lavoura como outros imigrantes japoneses. Em 1929, já na cidade de São Paulo, para se sustentar, foi caricaturista, pintor de paredes e vendedor de pastéis. Estudou na Escola Profissional Masculina do Brás onde teve como colega Tomoo Handa. Aos poucos foi conhecendo e formando amizades com pintores brasileiros.
No ano de 1934, junto com seu inseparável amigo o pintor Yuji Tamaki mudou-se para o Rio de Janeiro. Ambos ingressaram no Núcleo Bernardelli, sendo orientados pelo pintor polonês Bruno Lechowski. Ainda que residindo no Rio de Janeiro, participaram do grupo Seibi-kai criado em São Paulo no ano seguinte por pintores japoneses imigrantes como eles.
Voltou a residir na capital paulista em 1944. Foi um dos primeiros a expor fora da colônia.
Foi para Paris em 1952, onde estudou mosaico com Gino Severini e frequentou a Académie de la Grande Chaumière.
Expôs na Bienal de São Paulo, no Salão Paulista e no Salão Nacional de Belas Artes. Sua obras estão no Museu de Arte Moderna de São Paulo, no Museu Nacional de Belas Artes, na Pinacoteca do Estado, entre outra instituições e importantes coleções particulares.